# Olivier Lamarre
Pour les articles homonymes, voir Lamarre.
Olivier Lamarre, né le 16 novembre 1970 à Bourges, est un dirigeant d'EDF et arbitre de football professionnel.

## Carrière d'arbitre
Il a été arbitre Fédéral 1 et Fédéral F2.
Il a été arbitre professionnel, officiant en Ligue 1 et en Ligue 2, de 1995 à 2009. A cette date, il choisit de renoncer à ses fonctions d'arbitre pour se consacrer à ses nouvelles fonctions de directeur de la centrale nucléaire de Chooz.
En septembre 2015, il est élu président du Syndicat des arbitres de football élite (SAFE, 99% des arbitres officiant en Ligue 1, Ligue 2 et National), et succède à cette fonction à Stéphane Lannoy.
Depuis novembre 2016, il est membre du Conseil d'Administration de la LFP, où il représente les arbitres officiant dans les compétitions professionnelles.
Précédemment, pendant près de 6 ans, de décembre 2010 à novembre 2016, il fut membre de la Haute Autorité du Football français, où il représentait les arbitres d'élite dans cet organe de contrôle de la Fédération Française de Football.
Il fut également Président du syndicat des arbitres d'élite (SAFE) de septembre 2015 à juin 2017 puis de 2020 à juin 2023. Il en est aujourd'hui le porte-parole : le SAFE a vocation à promouvoir l'image et défendre les intérêts individuels et collectifs des arbitres des championnats de Ligue 1, de Ligue 2, de National et de Division 1 Féminine.
| Saison    | Compétitions | Nbre de matchs | Cartons jaunes | Cartons rouges |
| --------- | ------------ | -------------- | -------------- | -------------- |
| 2006-2007 | Ligue 2      | 15             | 67             | 9              |
| 2007-2008 | Ligue 1      | 13             | 53             | 8              |
| 2007-2008 | Ligue 2      | 4              | 14             | 1              |

## Carrière au sein d'EDF
Olivier Lamarre est diplômé de l'école d'ingénieurs Supélec (Promotion 1993), de Clark University (USA) et de l'Institut des hautes études de la Défense nationale (66e session nationale de politique de défense).
Il est directeur de la centrale thermique de Richemont (Moselle) de 2001 à 2004, directeur de la centrale nucléaire de Chooz dans les Ardennes de 2008 à 2012 et directeur adjoint du parc de production nucléaire français d'EDF de 2012 à 2019.
De 2019 à 2025, il a été Directeur de la Division Thermique, Expertise et Appui Industriel multi-Métiers DTEAM d’EDF ,.
Depuis 2025, il est directeur de la Direction Construction et Essais des futures centrales nucléaires d’EDF